# Siergiej Karpow
Siergiej Pawłowicz Karpow (Сергей Павлович Карпов, ur. 1948) – rosyjski historyk mediewista, bizantynolog. 
Członek Rosyjskiej Akademii Nauk od 2003. Specjalizuje się w dziejach Cesarstwa Trapezuntu i historii Chazarów. 

## Wybrane publikacje
- Trapiezundskaja impierija i zapadnojewropiejskije gosudarstwa, 1204-1461, Moskwa 1981.
- L' impero di Trebisonda, Venezia, Genova e Roma 1204-1461. Rapporti politici, diplomatici e commerciali, Roma 1986.
- La Navigazione Veneziana nel Mar Nero XIII-XV sec., Ravenna 2000.
- Istorija Trapiezundskoj impierii, Sankt Petersburg 2007.

## Publikacje w języku polskim
- Cesarstwo Trapezuntu [w:] Bizancjum i jego sąsiedzi 1204-1453, pod red. Angeliki Laiou, Cécile Morisson, przeł. Andrzej Graboń, Kraków: Wydawnictwo WAM 2013, s. 393-406.